# Главы Новосибирска
Ниже представлен список глав города Новосибирск (ранее — Новониколаевск).

## Старосты и городские головы (до1917)
- Илья Григорьевич Титлянов (1896—1897) — первый староста Новониколаевского посёлка.
- Суриков, Иван Тимофеевич (1904—1905) — городской староста
- Крюков, Захарий Григорьевич (1905—1907) — городской староста
- Беседин, Алексей Григорьевич (1907—1909)
- Жернаков, Владимир Ипполитович (1909—1914) — первый городской голова
- Беседин, Алексей Григорьевич (1914—1917)

## Руководители (с1917по1936)
- Скворцов, Александр Кесаревич
- Ботко, Игнат Павлович
- Романов, Василий Романович
- Скворцов, Александр Кесаревич
- Шалль, Рудольф Самуилович
- Коваленко, Пётр Арсентьевич
- Левитин, Марк Филлипович
- Витолин-Гравлей, Вильс Антонович
- Шумяцкий, Борис Захарович
- Березовский, Феоктист Алексеевич
- Косарев, Иван Прохорович
- Косарев, Владимир Михайлович
- Лавров, Андрей Сергеевич
- Мартынов, Иван Денисович
- Сенцов, Михаил Константинович
- Ремейко, Александр Георгиевич
- Зайцев, Иван Григорьевич
- Кураев, Василий Порфирьевич
- Решетников, Лолий Васильевич
- Алфеев, Ефим Степанович
- Ялухин, Николай Петрович
- Гордиенко, Пётр Яковлевич

## Председатели горисполкома (с1936по1991)
- Головачёв, Михаил Николаевич
- Несмеянов, Григорий Алексеевич
- Арефьев, Василий Никитич
- Бесов, Виктор Денисович
- Яковлев, Иван Дмитриевич
- Глыбин, Яков Петрович
- Климович, Георгий Петрович
- Хайновский, Владимир Николаевич
- Жидков, Алексей Андреевич
- Благирёв, Владимир Иванович
- Шкарбан, Иван Григорьевич
- Афанасьев, Иван Михайлович
- Шевнин, Виктор Ионович
- Зорин, Вадим Викторович
- Васильев, Виктор Васильевич
- Севастьянов, Иван Павлович
- Чикинев, Владимир Павлович
- Индинок, Иван Иванович
- Семченко, Олег Иванович

## Первые секретари горкома партии (с1930по1990[1])
- Шварц, Сергей Александрович (1930—1935)
- Бакутин, Михаил Яковлевич
- Лощенков, Фёдор Иванович
- Дыбенко, Николай Кириллович
- Филатов, Александр Павлович
- Волков, Владимир Фёдорович
- Алёшин, Георгий Васильевич (1979—1985)
- Казарезов, Владимир Васильевич (1985—1990)

## Мэры Новосибирска (с 1991)
| №     | Портрет                          | Мэр                                                 | Начало полномочий | Окончание полномочий | Партия        |
| ----- | -------------------------------- | --------------------------------------------------- | ----------------- | -------------------- | ------------- |
| 1     | Индинок Иван Иванович            | Иван Иванович Индинок (род. 6 августа 1938)         | 26 декабря 1991   | 5 октября 1993       |               |
| 2     | Виктор Александрович Толоконский | Виктор Александрович Толоконский (род. 27 мая 1953) | 5 октября 1993    | 14 января 2000       |               |
| 3     | Владимир Филиппович Городецкий   | Владимир Филиппович Городецкий (род. 11 июля 1948)  | 26 марта 2000     | 9 января 2014        | Единая Россия |
| и. о. | Владимир Михайлович Знатков      | Владимир Михайлович Знатков (род. 24 августа 1959)  | 10 января 2014    | 22 апреля 2014       | Единая Россия |
| 4     | Анатолий Евгеньевич Локоть       | Анатолий Евгеньевич Локоть (род. 18 января 1959)    | 23 апреля 2014    | 25 января 2024       | КПРФ          |
| и. о. |                                  | Олег Петрович Клемешов (род. 1970)                  | 28 декабря 2023   | 25 апреля 2024       | Единая Россия |
| 5     |                                  | Кудрявцев Максим Георгиевич (род. 29 августа 1975)  | 26 апреля 2024    | в должности          | Единая Россия |